# アクタリット
アクタリット（Actarit）は、日本で開発された疾患修飾性抗リウマチ薬である。

## 効能・効果
関節リウマチ

## 副作用
重大な副作用には、
- ネフローゼ症候群（0.1％未満）
- 間質性肺炎（0.1％未満）

発熱、咳嗽、呼吸困難、胸部Ｘ線異常
- 再生不良性貧血、汎血球減少、無顆粒球症、血小板減少
- 肝機能障害

AST(GOT)、ALT(GPT)、Al-Pの上昇等
- 消化性潰瘍、出血性大腸炎

が指定されている。

## 作用機序
制御性T細胞を活性化して、関節リウマチに関与するIII型、IV型アレルギー反応を抑制する。

## 参考資料
1. ↑  “Effects of actarit on synovial cell functions in patients with rheumatoid arthritis”. The Journal of Rheumatology 26 (1):  25–33. (January 1999). PMID 9918236.
2. 1 2 3  “モーバー錠100mg 添付文書”. www.info.pmda.go.jp. 2021年12月8日閲覧。
3. 1 2 3  “オークル錠100mg 添付文書”. www.info.pmda.go.jp. 2021年12月8日閲覧。